# 5518 Маріоботта
5518 Маріоботта (5518 Mariobotta) — астероїд головного поясу, відкритий 30 грудня 1989 року.
Тіссеранів параметр щодо Юпітера — 3,577.